# Charakter Dirichleta

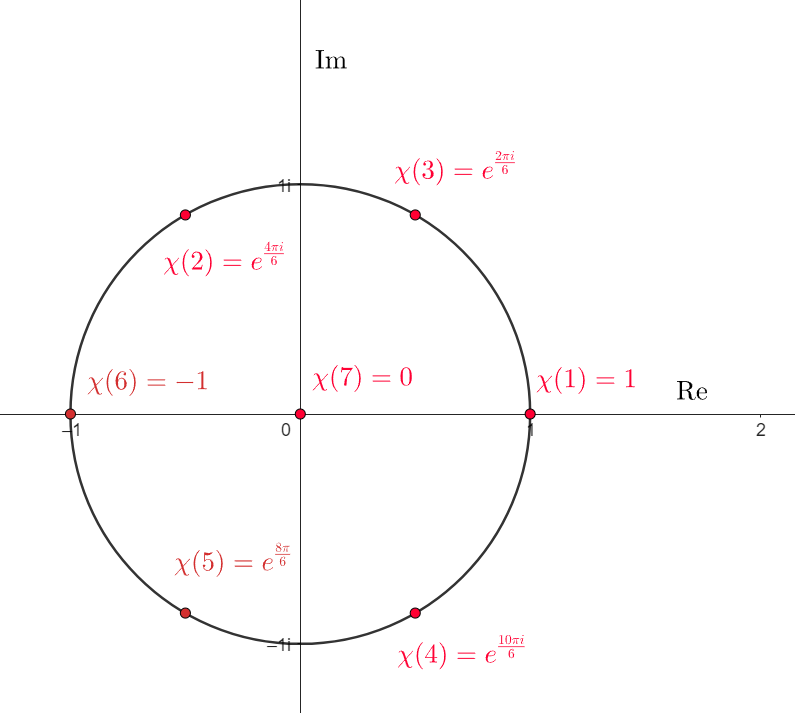
Przykład charakteru Dirichleta

W analitycznej teorii liczb funkcja arytmetyczna {\displaystyle \chi \colon \mathbb {N} \to \mathbb {C} } nazywana jest charakterem Dirichleta modulo {\displaystyle q}, jeśli dla ustalonej liczby naturalnej {\displaystyle q} i wszystkich liczb całkowitych {\displaystyle a,b} spełnia warunki:
1. {\displaystyle \chi (ab)=\chi (a)\chi (b),} tzn. jest całkowicie multiplikatywna.
2. {\displaystyle \chi (a)\neq 0} jeśli {\displaystyle (a,q)=1} oraz {\displaystyle \chi (a)=0} jeśli {\displaystyle (a,q)>1,} gdzie {\displaystyle (x,y)} oznacza największy wspólny dzielnik {\displaystyle x} i {\displaystyle y.}
3. {\displaystyle \chi (a+q)=\chi (a)} – ma okres {\displaystyle q.}

Najprostszym przykładem charakteru Dirichleta jest charakter pryncypialny, zadany przez
{\displaystyle \chi (a)={\begin{cases}1,\quad (a,q)=1\\0,\quad (a,q)>1.\end{cases}}}
Najczęściej jest on zapisywany jako {\displaystyle \chi _{0}}.
W ogólności, dla każdej liczby całkowitej {\displaystyle q>1} istnieje dokładnie {\displaystyle \varphi (q)} (tocjent) różnych charakterów Dirichleta mod {\displaystyle q}. Są to {\displaystyle \chi _{1},\;\chi _{2},\;\ldots ,\;\chi _{\varphi (q)}} (lub {\displaystyle \chi _{0},\;\chi _{1},\;\ldots ,\;\chi _{\varphi (q)-1}}) dane przez {\textstyle \chi _{r}(n)=\exp \left({a{\frac {2\pi i}{\varphi (q)}}}\right)} dla pewnej liczby całkowitej {\displaystyle a} zależnej od {\displaystyle n}, {\displaystyle r} i {\displaystyle q} dla {\displaystyle (n,q)=1} oraz {\displaystyle \chi _{r}(n)=0} dla {\displaystyle (n,q)>1}.

## Przykłady
Dla {\displaystyle q=7} istnieje 6 różnych charakterów mod 7.
|                           | {\displaystyle 0} | {\displaystyle 1} | {\displaystyle 2}           | {\displaystyle 3}            | {\displaystyle 4}           | {\displaystyle 5}            | {\displaystyle 6}  |
| ------------------------- | ----------------- | ----------------- | --------------------------- | ---------------------------- | --------------------------- | ---------------------------- | ------------------ |
| {\displaystyle \chi _{0}} | {\displaystyle 0} | {\displaystyle 1} | {\displaystyle 1}           | {\displaystyle 1}            | {\displaystyle 1}           | {\displaystyle 1}            | {\displaystyle 1}  |
| {\displaystyle \chi _{1}} | {\displaystyle 0} | {\displaystyle 1} | {\displaystyle 1}           | {\displaystyle -1}           | {\displaystyle 1}           | {\displaystyle -1}           | {\displaystyle -1} |
| {\displaystyle \chi _{2}} | {\displaystyle 0} | {\displaystyle 1} | {\displaystyle \omega ^{2}} | {\displaystyle \omega }      | {\displaystyle -\omega }    | {\displaystyle -\omega ^{2}} | {\displaystyle -1} |
| {\displaystyle \chi _{3}} | {\displaystyle 0} | {\displaystyle 1} | {\displaystyle \omega ^{2}} | {\displaystyle -\omega }     | {\displaystyle -\omega }    | {\displaystyle -\omega ^{2}} | {\displaystyle 1}  |
| {\displaystyle \chi _{4}} | {\displaystyle 0} | {\displaystyle 1} | {\displaystyle -\omega }    | {\displaystyle \omega ^{2}}  | {\displaystyle \omega ^{2}} | {\displaystyle -\omega }     | {\displaystyle 1}  |
| {\displaystyle \chi _{5}} | {\displaystyle 0} | {\displaystyle 1} | {\displaystyle -\omega }    | {\displaystyle -\omega ^{2}} | {\displaystyle \omega ^{2}} | {\displaystyle \omega }      | {\displaystyle -1} |

Tutaj {\textstyle \omega =\exp \left({\frac {2\pi i}{6}}\right)=\exp \left({\frac {\pi i}{3}}\right)}.

## Własności

### Przystawanie
Własnością oczywistą (wynikającą z okresowości) jest fakt, że jeśli {\textstyle n\equiv m\;({\text{mod}}\;q)}, to
{\displaystyle \chi (n)=\chi (m)}.
Twierdzenie odwrotne niekoniecznie musi być prawdziwe.

### Tocjent
Jeśli {\displaystyle (n,q)=1}, to z twierdzenia Eulera wiadomo, że {\textstyle n^{\varphi (q)}\equiv 1\;({\text{mod}}\;q)}, więc
{\displaystyle \chi (n)^{\varphi (q)}=\chi \left(n^{\varphi (q)}\right)=1}.

### Ortogonalność
Charakterów Dirichleta dotyczą dwie relacje ortogonalności,
{\displaystyle \sum _{n=0}^{q-1}\chi (n)={\begin{cases}\varphi (q),\quad &\chi =\chi _{0}\\0,&\chi \neq \chi _{0}\end{cases}}}
oraz
{\displaystyle \sum _{r=1}^{\varphi (q)}\chi _{r}(n)={\begin{cases}\varphi (q),\quad &n\equiv 1\;({\text{mod}}\;q)\\0,&n\not \equiv 1\;({\text{mod}}\;q)\end{cases}}}.
Ponadto, tożsamością wykorzystywaną najczęściej w dowodach twierdzeń jest
{\displaystyle \sum _{r=1}^{\varphi (q)}\chi _{r}(n){\overline {\chi _{r}(m)}}={\begin{cases}\varphi (q),\quad &n\equiv m\;({\text{mod}}\;q)\\0,&n\not \equiv m\;({\text{mod}}\;q)\end{cases}}}

## Wykorzystanie
Ze względu na swoje własności, charaktery Dirichleta wykorzystywane są najczęściej w problemach dotyczących liczb pierwszych w ciągach arytmetycznych.

### Funkcje L Dirichleta
Ogromny wpływ na rozwój analitycznej teorii liczb mają funkcje L Dirichleta. Definiuje się je jako szereg
{\displaystyle L(s,\chi )=\sum _{n=1}^{\infty }{\frac {\chi (n)}{n^{s}}}}
dla danego charakteru {\displaystyle \chi } i wszystkich liczb zespolonych {\displaystyle s} na półpłaszczyźnie {\displaystyle \Re (s)>1} oraz jako rozszerzenie analityczne powyższej funkcji na reszcie płaszczyzny zespolonej. Każda funkcja L Dirichleta ma także swój iloczyn Eulera
{\displaystyle L(s,\chi )=\prod _{p}\left(1-{\frac {\chi (p)}{p^{s}}}\right)^{-1}}.

### Twierdzenie Siegela-Walfisza
Twierdzenie Siegela-Walfisza mówi o liczbie liczb pierwszych w ciągach arytmetycznych. Na potrzeby dowodu, definiuje się funkcję
{\displaystyle \psi (x,\chi )=\sum _{n\leqslant x}\chi (n)\Lambda (n)}.
Dzięki relacji ortogonalności powyższa funkcja jest związana z drugą funkcją Czebyszewa równaniem
{\displaystyle \psi (x;q,a)={\frac {\psi (x,\chi _{0})}{\varphi (q)}}+{\frac {1}{\varphi (q)}}\sum _{\begin{array}{c}\chi \;({\text{mod}}\;q)\\\chi \neq \chi _{0}\end{array}}{\overline {\chi (a)}}\psi (x,\chi )}.
Twierdzenie mówi, że dla każdej stałej {\displaystyle N} istnieje liczba {\displaystyle C_{N}} taka, że dla {\displaystyle q\leqslant (\log x)^{N}} i dowolnego niepryncypialnego charakteru {\displaystyle \chi \;{\text{mod}}\;q} zachodzi
{\displaystyle |\psi (x,\chi )|=O\left(xe^{-C_{n}{\sqrt {\log x}}}\right)}.